# 65694 Franzrosenzweig
65694 Franzrosenzweig este un asteroid din centura principală de asteroizi.

## Descriere
65694 Franzrosenzweig este un asteroid din centura principală de asteroizi. A fost descoperit pe 10 septembrie 1991 la Tautenburg de Freimut Börngen. Asteroidul prezintă o orbită caracterizată de o semiaxă mare de 2,31 ua, o excentricitate de 0,18 și o înclinație de 2,7° în raport cu ecliptica.